# Старий Бідачув
Старий Бідачув (пол. Stary Bidaczów) — село в Польщі, у гміні Білгорай Білґорайського повіту Люблінського воєводства.
Населення — 325 осіб (2011).
У 1975-1998 роках село належало до Замойського воєводства.

## Демографія
Демографічна структура станом на 31 березня 2011 року:
|          | Загалом | Допрацездатний вік | Працездатний вік | Постпрацездатний вік |
| -------- | ------- | ------------------ | ---------------- | -------------------- |
| Чоловіки | 164     | 39                 | 112              | 13                   |
| Жінки    | 161     | 31                 | 96               | 34                   |
| Разом    | 325     | 70                 | 208              | 47                   |